# Prosena tenuipes
Prosena tenuipes är en tvåvingeart som först beskrevs av Walker 1853.  Prosena tenuipes ingår i släktet Prosena och familjen parasitflugor. Inga underarter finns listade i Catalogue of Life.